# Maryvonne Huet
Pour les articles homonymes, voir Huet.
Maryvonne Huet, née le 1er décembre 1936, est une patineuse artistique française, triple championne de France en 1954, 1955 et 1957.

## Biographie

### Carrière sportive
Maryvonne Huet est triple championne de France en 1954, 1955 et 1957.
Elle représente son pays à deux championnats européens (1955 à Budapest et 1957 à Vienne), un mondial (1955 à Vienne) et aux Jeux olympiques d'hiver de 1956 à Cortina d'Ampezzo.
Elle arrête les compétitions sportives après les championnats européens de 1957.

## Palmarès
| Compétitions/ Années    | 1954 | 1955 | 1956 | 1957 |
| Jeux olympiques d'hiver |      |      | 17e  |      |
| Championnats du monde   |      | 19e  |      |      |
| Championnats d'Europe   |      | 6e   |      | 17e  |
| Championnats de France  | 1re  | 1re  | F    | 1re  |
| Légende : F = Forfait   |      |      |      |      |